# Aillianville
Aillianville település Franciaországban, Haute-Marne megyében. Lakosainak száma 142 fő (2022. január 1.). Aillianville Liffol-le-Grand, Lafauche, Liffol-le-Petit, Orquevaux, Prez-sous-Lafauche, Trampot, Vesaignes-sous-Lafauche, Chambroncourt és Brechainville községekkel határos.

## Népesség
A település népességének változása:
| Lakosok száma | 295  | 203  | 194  | 166  | 169  | 170  | 165  | 150  | 148  | 142  |
|               | 1968 | 1982 | 1990 | 2006 | 2013 | 2015 | 2017 | 2019 | 2020 | 2022 |